# Weicheng, Weifang
Weicheng är ett stadsdistrikt i Weifang i Shandong-provinsen i norra Kina.
Stadsdistriktet omfattar det gamla muromgärdade häradssätet i Wei härad (kinesiska: 潍县?, pinyin: Wéi xiàn), som idag är stadskärnan i Weifangs stad på prefekturnivå.